# 紀元前1千年紀
紀元前1千年紀（きげんぜんいっせんねんき）は、西暦による紀元前1000年から紀元前1年までを指す千年紀（ミレニアム）である。現在からおよそ2000年〜3000年前に当たる。

## できごと

### 世紀不特定
- 完新世の気候最温暖期が完全に終焉、海水面は低下し現在とほぼ同様になる。
- 航海術の発達により、陸戦に加えて海戦も行われるようになる。
- 旧約聖書が成立
- マヤ文明の始まり

### 特定の世紀
- 紀元前10世紀
  - イベリア人、イベリア半島に現れる。
  - エトルリア文明の始まり（紀元前6世紀に最盛期）
  - 日本は縄文時代晩期、気温低下による漁労・採集生活の壊滅的打撃で人口減少
  - バラモン教が成立
  - 紀元前950年頃 - 日本における水田稲作の開始（北九州地域で弥生時代が始まる）
- 紀元前8世紀
  - 伝承による都市国家ローマの形成（王政ローマ、古代ローマの最初期）
  - 紀元前800年頃 - 中部ヨーロッパでハルシュタット文化（ - 紀元前400年頃）
- 紀元前6世紀 - 古代ローマが共和政に移行（共和政ローマ）
- 紀元前5世紀
  - アルタイ語族の発達
  - 星辰信仰や占いの発達により、ホロスコープが個人の運命を決定するという考えが生まれる。
  - 仏教の創始
  - ケルト人の勢力拡大、北スペインへ達する。
- 紀元前4世紀 - 古代ギリシアで哲学が発達（デモクリトスの原子論）
  - 紀元前400年頃 - 中部ヨーロッパでラ・テーヌ文化（ - 紀元頃）
- 紀元前3世紀 - 日本において水田稲作が東北地方北部にも伝播（本州以南の多くで稲作が盛んに行われるようになる）、北海道周辺は続縄文時代へ移行
- 紀元前2世紀 - ケルト人、最大範囲に拡大
- 紀元前1世紀 - 古代ローマが帝政に移行（帝政ローマ）

## 重要な人物
- キュロス2世（紀元前6世紀）、ペルシャ帝国創建者
- ヒポクラテス（紀元前5世紀）、ギリシアの医者
- 始皇帝（紀元前3世紀）、中国を統一、秦帝国初代皇帝
- ダビデ、イスラエル人の王
- ホメロス、ギリシャの詩人
- ゾロアスター
- 釈迦（紀元前5世紀）、仏教の創始者
- マハーヴィーラ、ジャイナ教の創始者
- 老子、中国の哲学者、道教の創始者
- 孔子（紀元前6世紀）、中国の哲学者、儒教の創始者
- イザヤ、ユダヤの預言者
- エレミヤ、ユダヤの預言者
- エゼキエル、ユダヤの預言者
- ペリクレス、アテネの政治家
- アイスキュロス、ギリシャの悲劇作家
- ソフォクレス、ギリシャの悲劇作家
- エウリピデス、ギリシャの悲劇作家
- ソクラテス、ギリシャの哲学者
- プラトン（紀元前4世紀）、ギリシャの哲学者
- アリストテレス（紀元前4世紀）、ギリシャの哲学者
- ピタゴラス、ギリシャの数学者
- アレクサンドロス大王（紀元前4世紀）、マケドニア王
- ユークリッド、アレクサンドリアの数学者
- アルキメデス（紀元前3世紀）、ギリシアの数学者
- キケロ、古代ローマの政治家、文筆家、哲学者
- ガイウス・ユリウス・カエサル（紀元前1世紀）、古代ローマの政治家、将軍
- ウェルギリウス、古代ローマの詩人

## 発明・発見
- 鉄の利用が広まる。
- 浮力の発見
- 幾何学の発展
- ピタゴラスの定理の証明
- エラトステネスが地球が球であることを証明し、その直径を推定する。
- フェニキア人が地中海でアルファベットを広める。
- 多くの主要な宗教的・哲学的視点が、この時期に創始されたか体系化された（カール・ヤスパース論じるところの枢軸時代）。